# Victor Darme
Victor Darme est un homme politique français né le 8 mai 1868 à Marlieux (Ain) et mort le 29 septembre 1942 à Péronnas (Ain).

## Carrière
Président du syndicat des employés de Tramways, militant socialiste, il est député SFIO du Rhône de 1924 à 1928. il est aussi conseiller municipal de Lyon, adjoint au maire et conseiller général. 

## Source
- « Victor Darme », dans le Dictionnaire des parlementaires français (1889-1940), sous la direction de Jean Jolly, PUF, 1960 [détail de l’édition]